# Marjaniwka (Odessa, Dalnyk)
Marjaniwka (ukrainisch Мар'янівка; russisch Марьяновка Marjanowka, deutsch Mariental/Marienthal) ist ein Dorf in der ukrainischen Oblast Odessa mit etwa 1000 Einwohnern (2001).
Am 12. Juni 2020 wurde das Dorf ein Teil der Landgemeinde Dalnyk im Rajon Owidiopol; bis dahin bildete es die Landratsgemeinde Marjaniwka (Мар'янівська сільська рада/Marjaniwska silska rada) im Zentrum des Rajons Owidiopol.
Am 17. Juli 2020 wurde der Ort Teil des Rajons Odessa.

## Geschichte

Großliebenthaler Kolonien bei Odessa mit dem Dorf Marienthal, dem heutigen Marjaniwka

Gemäß einem Ukas vom 17. Oktober 1803 wurde Herzog Richelieu beauftragt, im Umland von Odessa Land aufzukaufen, um darauf schwarzmeerdeutsche Kolonien anzulegen. Daraufhin kaufte Richelieu von Gutsbesitzern insgesamt 34.212 Dessjatinen Land, auf denen das Kolonistengebiet Großliebental gegründet wurden.
Die Besiedlung der deutschen Kolonie Marienthal im Kolonistengebiet begann 1805. Die ersten Siedler waren 65 Familien, die aus dem Elsass, Baden, Württemberg, Lothringen und der Schweiz eingewandert waren. Zunächst war die Siedlung nach dem elsässischen Dorf Marienthal benannt, später hieß sie zu Ehren von Prinz Georgi Romanow Georgijewka (Георгіївка, ukrainisch Георгиевка Heorhijiwka).
Beim Näherrücken der Roten Armee zwang das deutsche Kommando die deutschstämmigen Siedler im März 1944 gewaltsam, ihre Häuser zu verlassen und sich mit der Wehrmacht zurückzuziehen. Die Bevölkerung wurde in den Warthegau ausgesiedelt und die leerstehenden Häuser des nun in Marjaniwka umbenannten Dorfes wurden anschließend von Deportierten aus der Westukraine besiedelt.
Das 1890 errichtete katholische Kirchengebäude der Muttergottes vom Heiligen Rosenkranz überstand den Zweiten Weltkrieg und wird, wenn auch für eine andere Konfession, weiterhin als Kirche genutzt.

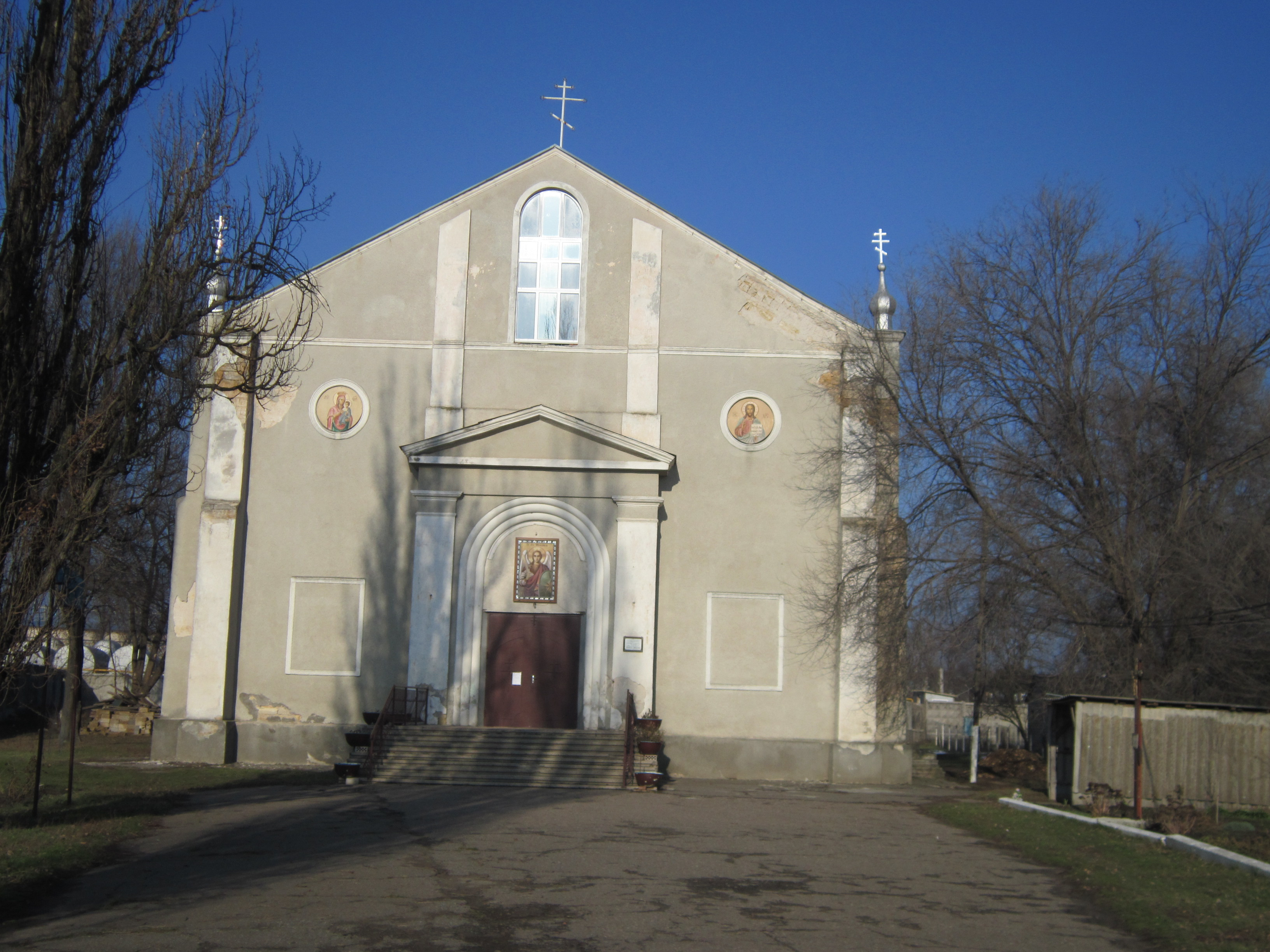
Front der denkmalgeschützten Kirche Muttergottes vom Heiligen Rosenkranz
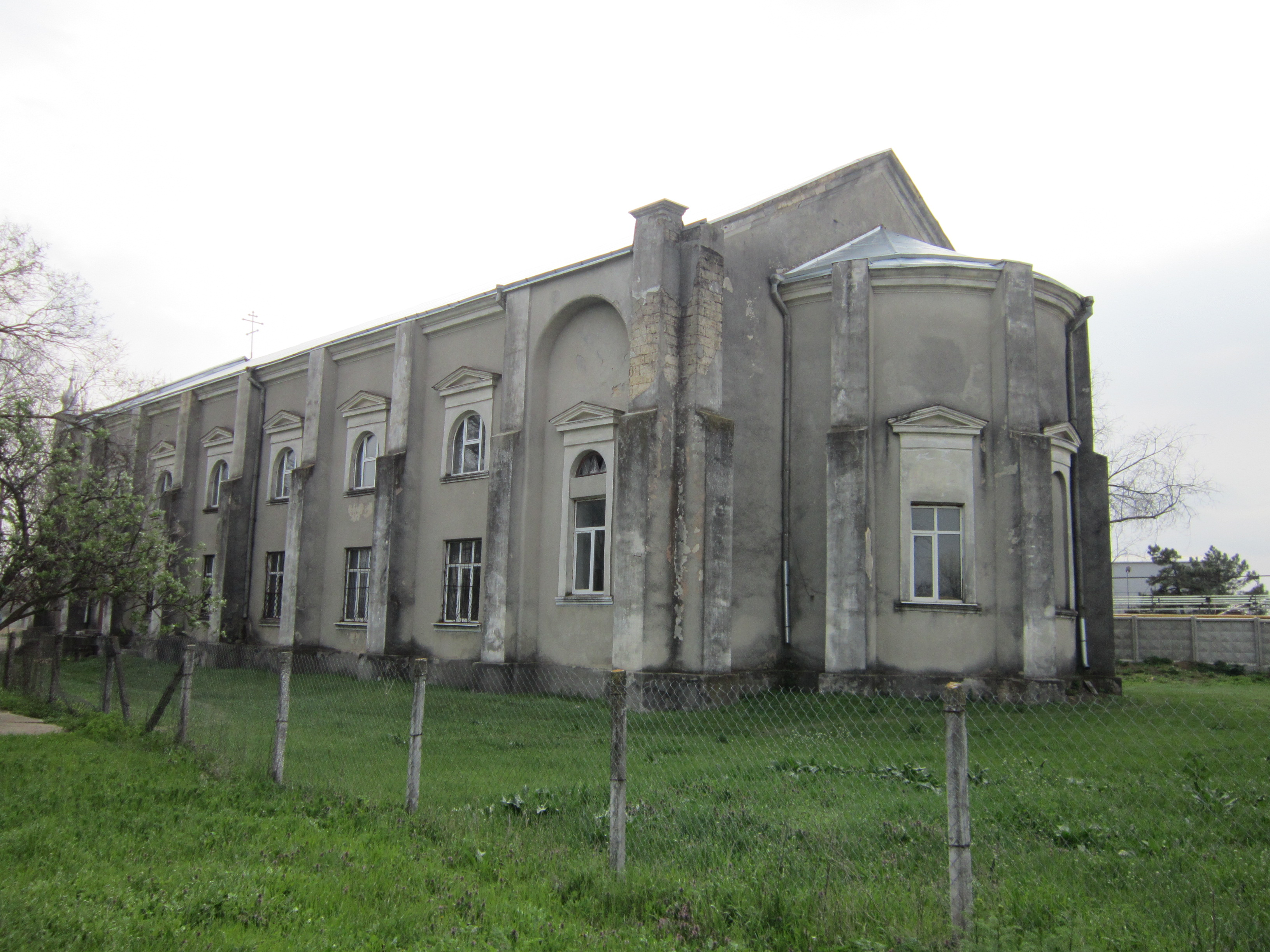
Ansicht des Kirchengebäudes von schräg hinten

## Geografische Lage
Die Ortschaft liegt auf einer Höhe von 26 m am Ufer des Baraboj (ukr. Барабой), eines 71 km langen Zuflusses zum Schwarzen Meer, 21 km nördlich vom Gemeindezentrum Dalnyk und etwa 30 km südwestlich vom Rajon- und Oblastzentrum Odessa. Die ehemalige deutsche Kolonie Josephstal liegt 2,5 km flussaufwärts und die ehemalige deutsche Kolonie Alexanderhilf befindet sich 6 km flussabwärts. Durch das Dorf verläuft die Territorialstraße T–16–20.